# 日本ウェルネススポーツ専門学校広島校
日本ウェルネススポーツ専門学校広島校（にほんウェルネススポーツせんもんがっこうひろしまこう）は、広島県広島市にある私立の専門学校。運営母体は、学校法人タイケン学園。
ICTリテラシー、ビジネス教養、健康科学について学び、国内外の企業への就職を目指す。日本語科を併設。
2024年に新館が竣工した。

## 関連人物
- 柴岡三千夫 学校法人タイケン学園グループ理事長